# Монджана
Монджана (итал. Mongiana) — коммуна в Италии, располагается в регионе Калабрия, в провинции Вибо-Валентия.
Население составляет 861 человек (2008 г.), плотность населения составляет 43 чел./км². Занимает площадь 20 км². Почтовый индекс — 89823. Телефонный код — 0963.
Покровителем населённого пункта считается святой Рох.

## Демография
Динамика населения:

## Администрация коммуны
- Официальный сайт: http://www.comunemongiana.it/ (недоступная+ссылка)